# Lunds Teologkår
Lunds Teologkår (allmänt kallad "Teologkåren") var en obligatorisk studentkår för samtliga studenter (utom doktorander) som studerade vid Lunds universitets teologiska fakultet, det vill säga Centrum för teologi och religionsvetenskap (CTR). 
Kåren grundades 1995 och tog över som obligatorisk kår 1996 efter avvecklandet av Lunds Studentkår. Kårstatusansökan inlämnades till rektor Boel Flodgren 15 februari 1995. Kåren avvecklades 1 juli 2010, efter en sammanslagning med Humanistkåren vid Lunds universitet. Den nya kåren fick namnet Humanistiska och teologiska studentkåren vid Lunds universitet (HTS) och organiserar samtliga studenter vid Området för Humaniora och teologi. Sammanslagningen föranleddes av kårobligatoriets avskaffande och Lunds universitets krav att studentkårer måste omfatta minst en hel fakultet, men hade diskuterats i omgångar sedan införandet av fakultetskårer 1995.
Teologkåren var medlem i Sveriges Förenade Studentkårer och Lunds Universitets Studentkårer och hade sina lokaler i källaren på Teologicum (Teologen/CTR). Vid sammanslagningen ombildades gamla Teologkåren till CTR:s studentråd, och fortsatte hålla kansliet och studentpentryt i källaren på CTR igång.